# Alberto Papuzzi
Alberto Papuzzi (Bolzano, 3 agosto 1942 – Torino, 30 settembre 2022) è stato un giornalista e saggista italiano.

## Biografia
Alberto Papuzzi cominciò l'attività di giornalista a Venezia presso il quotidiano Il Gazzettino nel 1961, e divenne professionista nel 1965. Nel 1975 fu redattore della "Gazzetta del Popolo" di Torino. Lavorò poi a La Stampa e per un breve periodo a l'Unità. Alla fine degli anni 1970 smise la sua attività giornalistica per prendere servizio nella casa editrice Einaudi.
Ritornò poi a La Stampa, per la quale lavorò fino alla morte, e fu direttore de L'indice dei libri del mese. Insegnò alla Scuola Holden, e alla scuola di giornalismo RAI di Perugia. Pubblicò diversi libri, in particolare sulle tecniche giornalistiche. Era inoltre direttore responsabile dei concerti dell'Unione musicale.

## Opere principali
- Il provocatore. Il caso Cavallo e la FIAT, Torino: Einaudi, 1976
- Portami su quello che canta. Processo a uno psichiatra, Torino: Einaudi, 1977
- Il mondo contro, Torino: La Stampa, 1996 (ISBN 88-7783-100-6)
- Professione giornalista. Tecniche e regole di un mestiere, Roma: Donzelli, 1998 (ISBN 88-7989-380-7) e 2003 (ISBN 88-7989-775-6)
- Letteratura e giornalismo, Roma-Bari: Laterza (Alfabeto Letterario), 1998 (ISBN 88-420-5449-6)
- Il giornalismo morale. Questioni di etica e deontologia nell'informazione ai giorni nostri con Annalisa Magone, Torino: CELID (ISBN 88-7661-454-0)

Papuzzi curò inoltre l'autobiografia di Norberto Bobbio, Laterza, 1997 (ISBN 88-420-5228-0) e 2004 (ISBN 978-88-420-5752-9)
| Controllo di autorità | VIAF (EN) 64186507 · ISNI (EN) 0000 0000 6635 0207 · SBN LO1V030950 · BAV 495/313822 · LCCN (EN) n94026386 · GND (DE) 1203903235 · BNF (FR) cb137508272 (data) · J9U (EN, HE) 987007344402205171 |